# Katedra w Newport
Katedra w Newport (wal. Eglwys Gadeiriol Casnewydd, ang. Newport Cathedral; pełna nazwa: Newport Cathedral of St Woolos) – anglikańska katedra, należąca do Kościoła w Walii, sięgająca swymi korzeniami roku 470, kiedy, według tradycji, książę-rycerz walijski Gwynllyw założył na wzgórzu Stone Hill swoją celę. Obecna katedra pochodzi z XI–XV wieku. 
Katedra w Newport od 26 lipca 1951 roku została wpisana na listę Zabytków Walii pod nr 2998.

## Historia

### Okres katolicki
Prawdopodobnie pod koniec lat 70. V wieku książę-rycerz Gwynllyw w odpowiedzi na Boże powołanie do życia w modlitwie zbudował na wzgórzu Stow Hill swoją celę. Zmarł, według dawnej tradycji, pod koniec marca 500 roku, a pobliżu jego grobu zbudowano ku jego czci drewniany kościół, który stał się miejscem pielgrzymek. Kiedy kościół ten został spalony, odbudowano go w czasach anglosaksońskich jako kościół kamienny. Jego fragmenty znajdują się w obecnej Kaplicy Galilejskiej w zachodniej części obecnej katedry. Około 1080 roku zbudowano normandzką pięcioprzęsłową nawę, a około 1200 roku kaplicę Mariacką. W 1405 roku kościół św. Woolosa został zniszczony w wyniku rebelii Owaina Glyndŵra. Podczas naprawy zniszczeń dobudowano nawy boczne, dwukondygnacyjną kruchtę oraz wieżę zachodnią nazwaną wieżą Jaspera, od nazwiska architekta Jaspera Tudora, który nadzorował niektóre prace. 

### Okres poreformacyjny
W latach 1818–1819 kościół św. Woolosa został odrestaurowany. W 1853 roku architekt R. G. Thomas rozebrał kruchtę i zbudował nową; przebudował też prezbiterium. W 1913 roku architekt William Davies zbudował zakrystię. W latach 1960–1962 architekt A. D. R. Caroe rozebrał i przebudował prezbiterium. Mural i charakterystyczne, okrągłe okno w ścianie wschodniej prezbiterium zaprojektował John Piper. Na początku lat 90. od strony północnej katedry dobudowano hol.

#### Status katedry
W 1921 roku utworzono diecezję Monmouth, będącej częścią nowo utworzonego kościoła w Walii. Dotychczasowy kościół św. Woolosa został prokatedrą. W 1930 roku ustanowiono przy niej i kapitułę i powołano dziekana. W 1949 roku kościół prokatedralny osiągnął pełny status katedry. W 2000 roku katedra zyskała status katedry metropolitalnej (Metropolitan Cathedral); pełni również funkcję kościoła parafialnego.
W 2009 roku zainicjowano kampanię zbiórki funduszy w wysokości 1,5 miliona funtów na rzecz pilnej renowacji historycznego budynku katedry.

## Architektura

### Wygląd zewnętrzny
Katedra posiada niezwykły rzut, który składa się z wieży zachodniej, połączonej z nawą poprzez kaplicę Mariacką, kruchty od strony południowej, dużego prezbiterium, zakrystii w jego północnym narożniku i holu. Jest zbudowana z czerwono-brązowego kamienia i  jasnego muru ciosowego. Dachy na ogół pokryte dachówką. Wieża jest zwieńczona blankami i wzmocniona w narożnikach stopniowanymi skarpami. Szerokie okna nawy pochodzą z XIX wieku i utrzymane są w stylu Perpendicular, natomiast XX-wieczne okna holu są wąskie i ostrołukowe. XX-wieczne prezbiterium utrzymane jest w stylu gotyckim.